# Mathew Moolakkattu
Mathew Moolakkattu OSB Vall. (ur. 27 lutego 1953 w Uzhavoor) – indyjski duchowny syromalabarski, archieparcha Kottayam od 2006.

## Życiorys
Święcenia kapłańskie przyjął 27 grudnia 1978. Inkardynowany do eparchii Kottayam, przez kilka lat pracował duszpastersko na jej terenie, zaś w 1987 wyjechał do Rzymu na studia doktoranckie z prawa kanonicznego. Po uzyskaniu tytułu w 1992 powrócił do diecezji i został sekretarzem biskupim oraz wikariuszem sądowym. W 1994 wstąpił do zakonu walloambrozjan i 5 grudnia 1998 złożył śluby zakonne.
6 listopada 1998 został mianowany tytularnym arcybiskupem Hólaru oraz eparchą pomocniczym Kottayam. Sakry udzielił mu Jan Paweł II. 29 sierpnia 2003 otrzymał nominację na koadiutora eparchii (od 2005 archieparchii), zaś 14 stycznia 2006 objął w niej pełnię rządów.